# 天和 (日本)
天和是日本的年號之一。在延寶之後，貞享之前。指1681年到1684年的期間。這個時代的天皇是靈元天皇。江戸幕府的將軍是德川綱吉。

## 改元
- 延寶9年9月29日（公元1681年11月9日） 基於讖緯説，因遇到辛酉革命而改元
- 天和4年2月21日（公元1684年4月5日） 改元為貞享

## 出典
出自《尚書》的「奉答天命、和恒四方民居師」、《前漢書》的「嘉承天和伊樂厥福」、《後漢書》的「天人協和、萬國咸寧」與「天和於上、地洽於下」、《莊子》的「與人和者謂之人樂、與天和者謂之天樂」。

## 天和年間要事
- 天和2年12月28日天和大火（七火事）

### 逝世
- 元年酒井忠清（江戸幕府大老 享年58）

## 西元對照表
| 天和 | 元年   | 2年    | 3年    | 4年    |
| ---- | ------ | ------ | ------ | ------ |
| 西曆 | 1681年 | 1682年 | 1683年 | 1684年 |
| 干支 | 辛酉   | 壬戌   | 癸亥   | 甲子   |

## 相關項目
- 天和（北周） - 中國・南北朝時代之王朝、北周的年號。566年 - 572年。

| 前一年號： 延寶 | 日本年號 | 下一年號： 貞享 |